# Guindrecourt-aux-Ormes
Guindrecourt-aux-Ormes é uma comuna francesa na região administrativa de Grande Leste, no departamento de Haute-Marne. Estende-se por uma área de 9,07 km². Em 2010 a comuna tinha 94 habitantes (densidade: 10,4 hab./km²).